# Station Chalfont & Latimer
Chalfont & Latimer is een station van National Rail en de metro van Londen aan de Metropolitan Line. 

## Geschiedenis
De Metropolitan Railway (MR) wilde in 1880 haar westlijn via Chesham bij Tring laten uitkomen op de West Coast Main Line, maar besloot tijdens de bouw van de lijn tot Rickmansworth om een andere route door de Chilterns te kiezen. Het traject tot Chesham werd in 1889 toch voltooid als zijtak en in 1892 volgde de gewijzigde route door de Chilterns naar Aylesbury. De splitsing van de twee takken kwam iets ten westen van Little Chalfont dat in 1889 ook een station kreeg. De Great Central Railway (GCR) werd in 1898 vanuit het noorden bij Quainton Road op de MR aangesloten. Hierdoor kon de GCR over de sporen van de MR doorrijden tot Marylebone in het centrum van Londen en ontstond een gemengd trein/metro verkeer. In 1906 nam GCR eigen sporen ten zuiden van Harrow in gebruik tussen Aylesbury en Neasden, waarna alleen nog stoptreinen tussen het metroverkeer reden.  
In het interbellum voerde de MR een moderniseringsprogramma door, in het kader hiervan werd in 1925 de lijn ten oosten van Rickmansworth geëlektrificeerd. Na de elektrificatie werden de stoomlocomotieven die de metro's langs Chalfont & Latimer trokken bij Rickmansworth gewisseld voor een elektrische locomotief. In 1933 werd het OV in Londen genationaliseerd in de London Passenger Transport Board (LPTB) die de MR als Metropolitan Line voortzette. LPTB kwam met het New Works Programme 1935-1940 om knelpunten in het metronet aan te pakken en nieuwe woonwijken op de metro aan te sluiten. Een van de verbeteringen was de elektrificatie ten westen van Rickmansworth, waaronder Chalfont & Latimer, hetgeen door het uitbreken van de Tweede Wereldoorlog echter niet werd uitgevoerd. 
De treindiensten werden in 1948 genationaliseerd in British Railways en tussen juni 1958 en juli 1962 werden de bouw van extra sporen ten oosten van Rickmansworth en de elektrificatie naar het westen alsnog uitgevoerd, zij het dat Amersham het nieuwe eindpunt van de metro, en daarmee van de elektrificatie, werd. De elektrificatie ten westen van Rickmansworth was op 12 september 1960 gereed en op 10 september 1961 staakte de underground haar diensten ten westen van Amersham waarmee ook een einde kwam aan de stoomtractie bij Chalfont & Latimer. London Underground bestelde als onderdeel van de elektrificatie het zogeheten  Amersham-materieel. De stoptreinen tussen Aylesbury en Marylebone werden sindsdien door British Rail verzorgd met diesel treinstellen Class 115. De pendeldienst Rickmansworth-Watford werd gestaakt en de door elektrische locomotieven getrokken metro's werden vervangen door de Amershamstellen. 
Het station had een goederenoverslag die op 14 november 1966 werd gesloten.

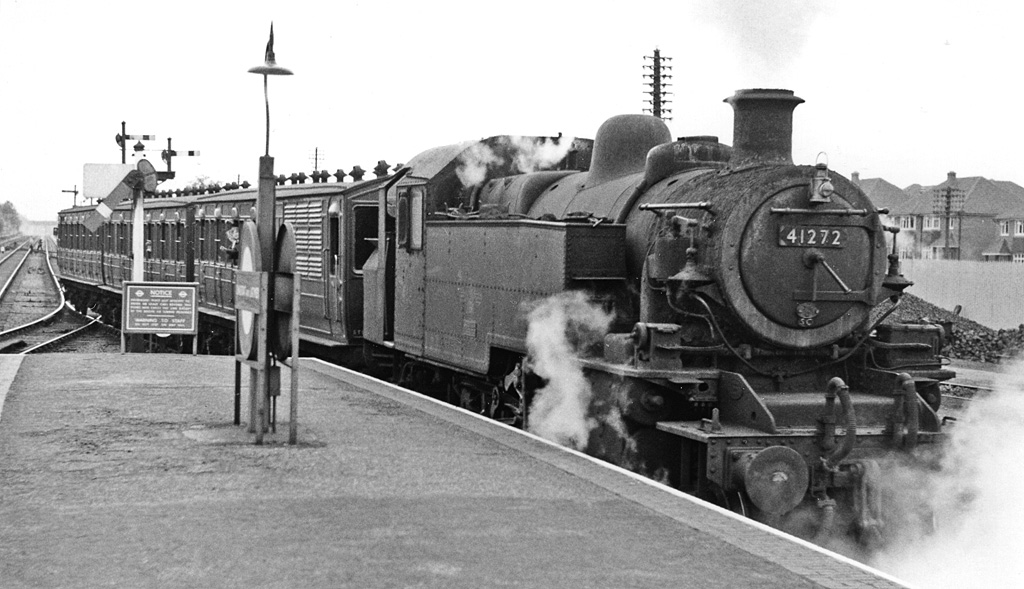
De stoommetro naar Chesham op 19 mei 1959.
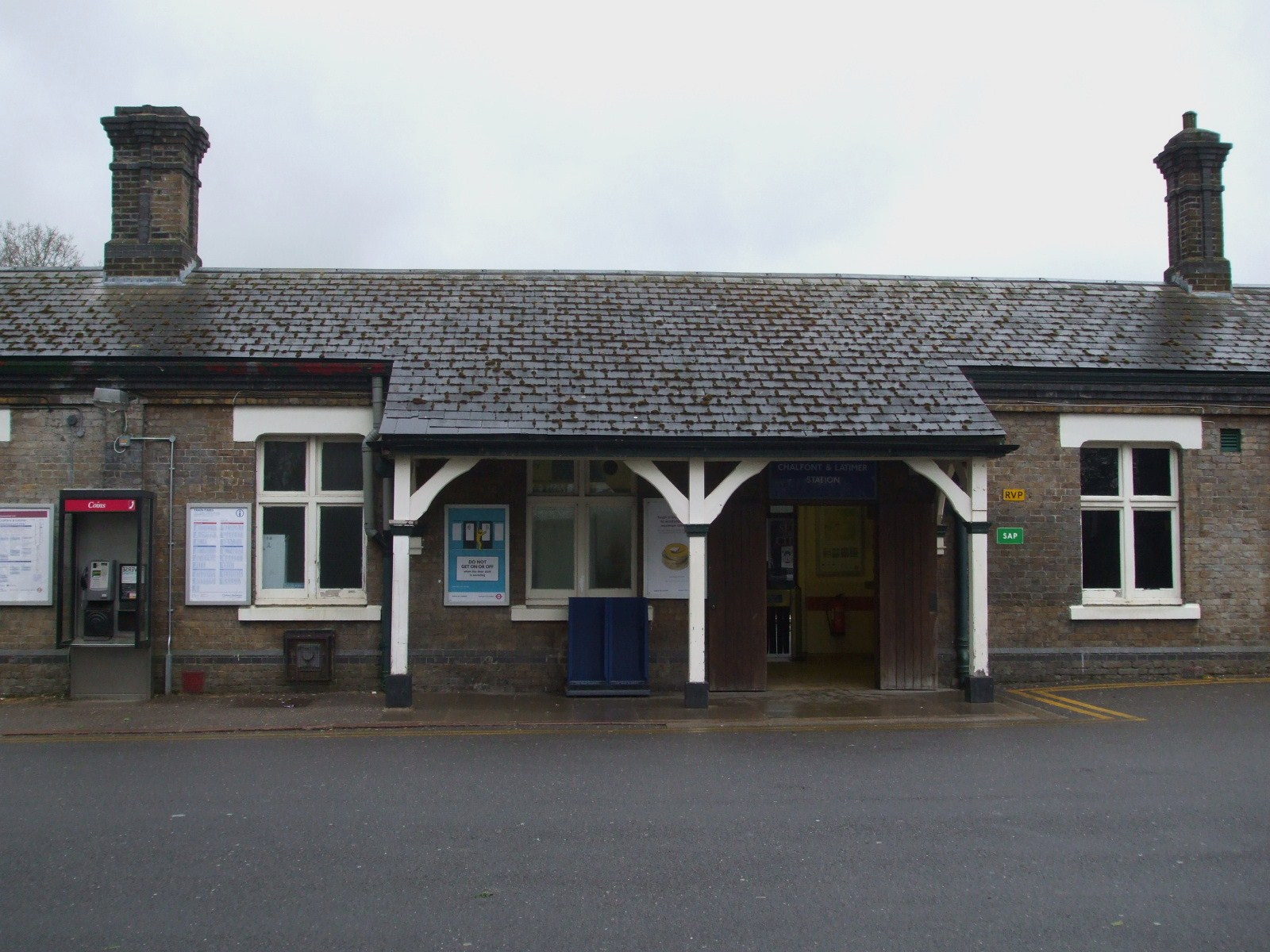
Het stationsgebouw.
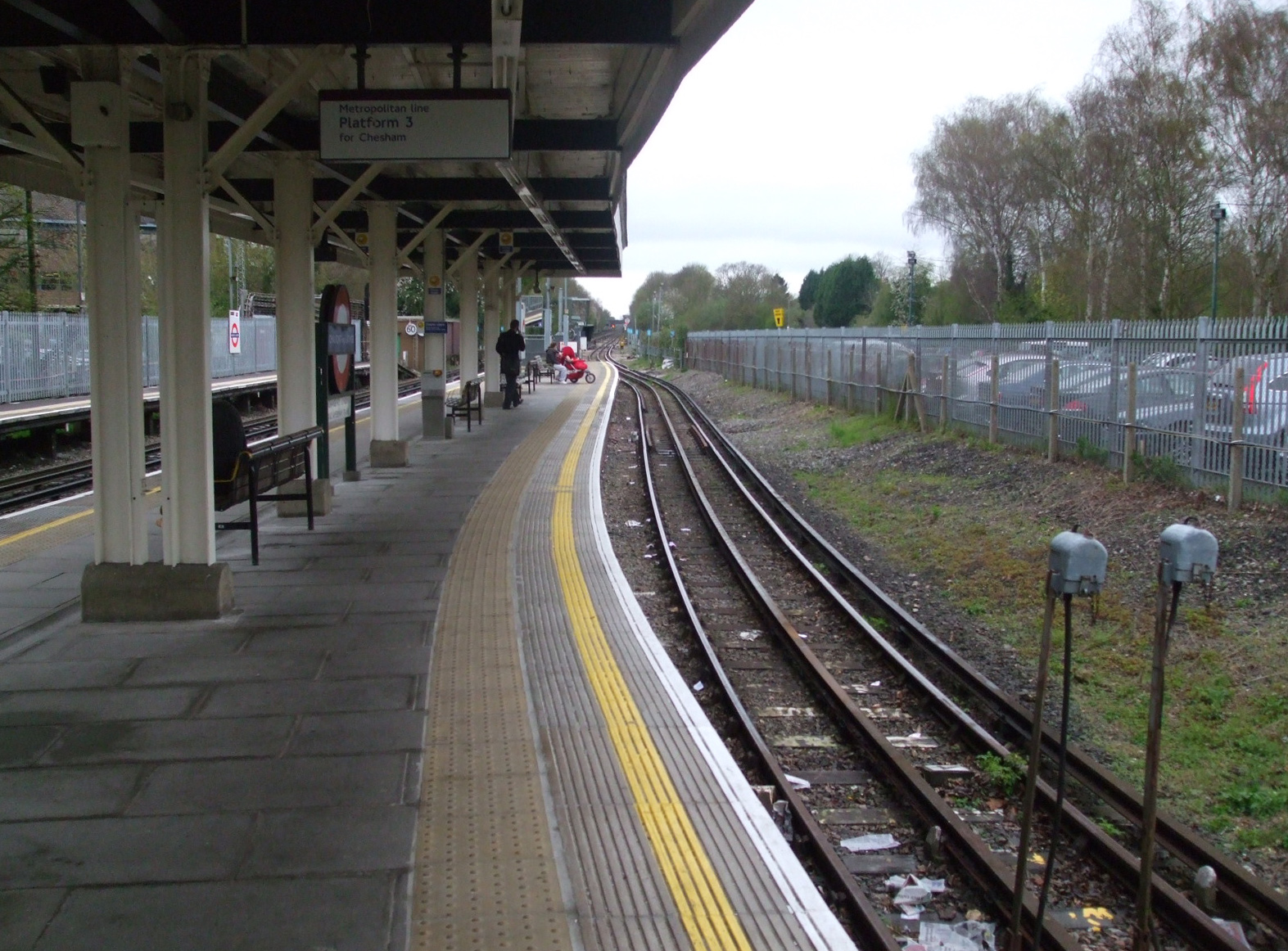
Het kopspoor naast het stationsgebouw.
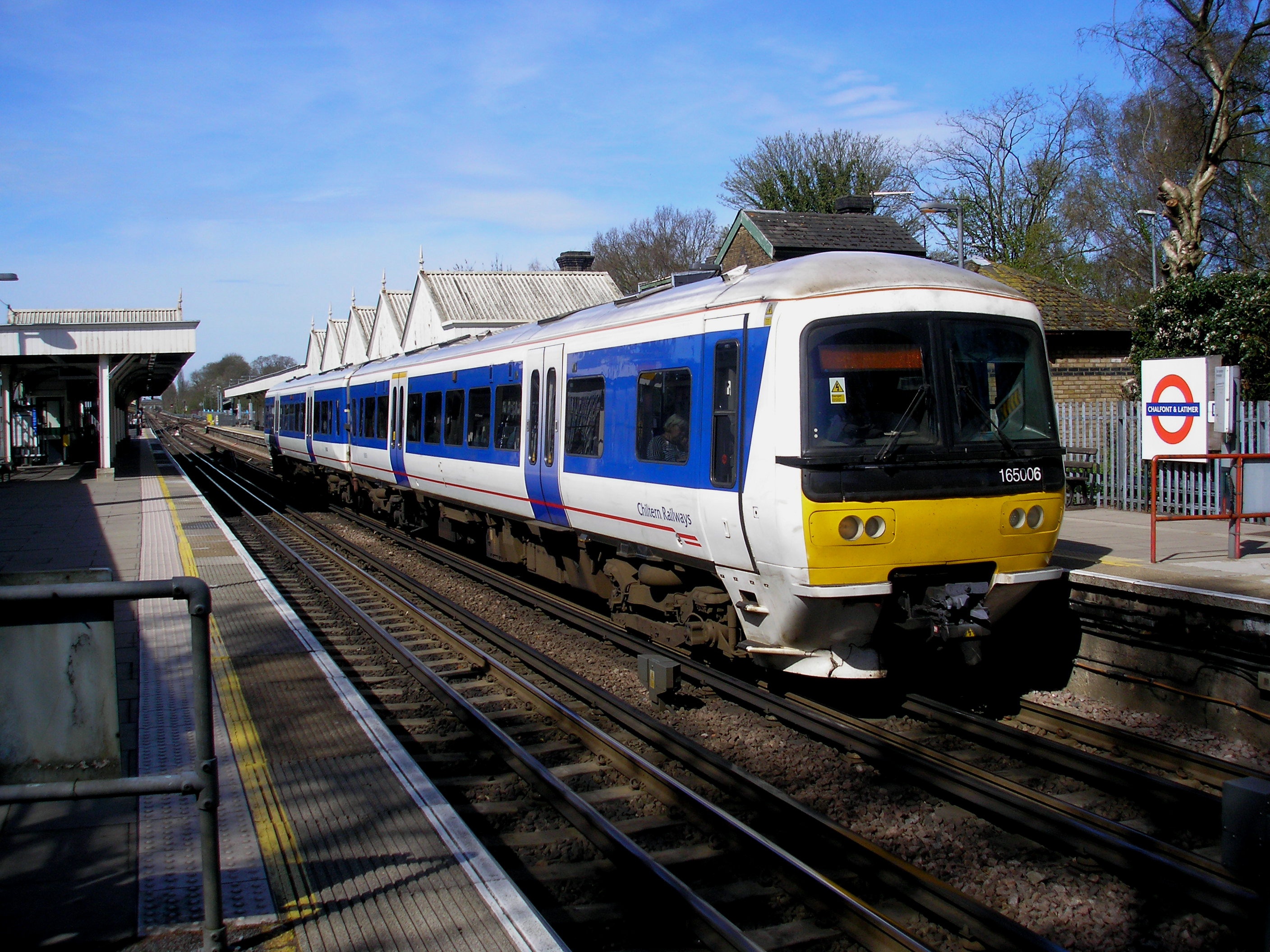
Trein van Chiltern Railways

## Ligging en inrichting
Het station ligt in Little Chalfont in Travelcard Zone 8, voorheen zone C, in Buckinghamshire. Het station bedient Chalfont St Giles, Chalfont St Peter, Little Chalfont en Latimer, en is een goede locatie om uit te stappen om de Chess Valley te verkennen.  Het stationsgebouw staat langs de noordkant van het spoor, aan de zuidkant is een directe toegang van het parkeerterrein naar het perron. De beide perrons liggen aan weerszijden van de doorgaande sporen. Het geheel is opgetrokken in Victoriaansestijl met puntdaken op de perronkappen die gedragen worden door gietijzeren zuilen. Aan de westkant van het stationsgebouw ligt een kopspoor dat gebruikt werd voor de pendeldiensten van en naar Chesham. Het enkelspoor van de Cheshamtak sluit direct aan op het kopspoor en is via overloopwissels vlak ten westen van de perrons aangesloten op de doorgaande sporen. 

## Reizigersdienst
De diensten door zowel de metro als de spoorwegen werden aanvankelijk uitgevoerd door stoomtreinen. Vanaf 1961 werden de elektrische Amershamstellen ingezet op de Metropolitan Line bij Chalfont & Latimer gevormd. De diensten op de Chesham-tak werden verzorgd door een pendeldienst met een vierbaks metrostel vanaf het kopspoor aangevuld met twee spitsdiensten van/naar de binnenstad. Sinds 12 december 2010 worden de twee takken ten westen van Chalfont & Latimer om en om bereden door S8-materieel dat toen instroomde. Chiltern Railways (Aylesbury-Marylebone) zet Class 165 en Class 168 dieseltreinstellen in.

### Metropolitan Line
De Metropolitan-lijn is de enige lijn in de Londense metro die een expresdienst exploiteert, hoewel deze momenteel alleen in zuidelijke richting gaat in de ochtendspitsen en in noordelijke richting in de avondpieken. Snelle treinen in zuidelijke richting rijden non-stop tussen Moor Park, Harrow-on-the-Hill en Finchley Road . Semi-snelle treinen in zuidelijke richting rijden alleen non-stop tussen Harrow-on-the-Hill en Finchley Road. Snelle en semi-snelle treinen in noordelijke richting doen bovendien Wembley Park aan voordat ze non-stop tussen de bovengenoemde stations rijden.
De normale dienst tijdens de daluren omvat:
- 4 ritten per uur naar Aldgate (alle stations)
- 2 ritten per uur naar Amersham
- 2 ritten per uur naar Chesham

De ochtendspitsdienst omvat:
- 4 ritten per uur naar Aldgate (snel)
- 2 ritten per uur naar Aldgate (semi-snel)
- 4 ritten per uur naar Amersham
- 2 ritten per uur naar Chesham

De avonddienst omvat: 
- 2 ritten per uur naar Baker Street (alle stations)
- 4 ritten per uur naar Aldgate via Baker Street (alle stations)
- 4 ritten per uur naar Amersham
- 2 ritten per uur naar Chesham

### Chiltern Railways
Chiltern Railways exploiteert diensten tussen London Marylebone en Aylesbury Vale Parkway via Harrow-on-the-Hill station .
Harrow-on-the-Hill is het enige station van Chiltern Railway tussen London Marylebone en Rickmansworth .
De normale dienst tijdens de daluren omvat:
- 2 ritten per uur naar Londen Marylebone
- 1 rit per uur naar Aylesbury
- 1 rit per uur naar Aylesbury Vale Parkway via Aylesbury

### Ongevallen en incidenten
Op 21 juni 2020 maakte een trein van Chiltern Railways een STS-passage, na een aanvankelijk stop reed de trein toch verder. Hierbij werden tegenoverliggende wissels beschadigd en kwam de trein op verkeerd spoor op 23 meter voor een metrostel in het station tot stilstand. In het verslag van de afdeling Spoorwegongevallenonderzoek werd aangenomen dat de waarschijnlijke oorzaak van het incident vermoeidheid van de bestuurder was.